# Кадрова політика
Ка́дрова полі́тика— сукупність  правил і норм, цілей і уявлень, які визначають напрямок і зміст роботи з персоналом. Через кадрову політику здійснюється реалізація цілей і завдань управління персоналом, тому її вважають ядром системи управління персоналом. Кадрова політика формується керівництвом організації, реалізується кадровою службою в процесі виконання її працівниками своїх функцій. Вона знаходить своє відображення в наступних нормативних документах:
- Правилах внутрішнього розпорядку
- Колективному договорі.

Політика організації— сукупність правил, відповідно до яких веде себе система в цілому і за якими діють люди, що входять в цю систему. Кадрова політика в широкому сенсі— система принципів і норм, які усвідомлені і відповідним чином сформульовані, призводять людські ресурси організації у відповідність зі стратегією фірми. У вузькому розумінні кадрова політика— набір конкретних правил, побажань, часто неусвідомлених у взаєминах людей і організації.
Термін «кадрова політика» має широке і вузьке тлумачення:
1) система правил і норм (які повинні бути усвідомлені і певним чином сформульовані), що призводять людський ресурс у відповідність зі стратегією фірми (звідси випливає, що всі заходи щодо роботи з кадрами: відбір, складання штатного розкладу, атестація, навчання, просування— заздалегідь плануються і погоджуються з загальним розумінням цілей і завдань організації)
2) набір конкретних правил, побажань і обмежень у взаєминах людей і організації. У цьому сенсі, наприклад, слова: «Кадрова політика нашої фірми полягає в тому, щоб брати на роботу людей тільки з вищою освітою»— можуть використовуватися як аргумент при рішенні конкретного кадрового питання.

## Види кадрової політики
Перша підстава може бути пов'язано з рівнем усвідомленості тих правил і норм, які лежать в основі кадрових заходів і, пов'язаним з цим рівнем, безпосереднього впливу управлінського апарату на кадрову ситуацію в організації. По даній підставі можна виділити наступні типи кадрової політики:
- Пасивна кадрова політика. Керівництво не має програми дій стосовно персоналу, а кадрова робота зводиться до ліквідації негативних наслідків. Для такої організації характерна відсутність прогнозу кадрових потреб, засобів оцінки праці і персоналу, діагностики кадрової ситуації і т. д.
- Реактивна кадрова політика. Керівництво підприємства здійснює контроль за симптомами негативного стану в роботі з персоналом, причинами і ситуацією розвитку кризи: виникнення конфліктів, відсутність кваліфікованої робочої сили, відсутність мотивації до праці. Кадрові служби розвинені, але немає цілісної програми прогнозування розвитку персоналу.
- Превентивна кадрова політика. Керівництво має обґрунтовані прогнози розвитку кадрової ситуації. Проте організація не має засобів для впливу на неї. У програмах розвитку організації містяться короткостроковий і середньостроковий прогнози потреби в кадрах, сформульовані завдання з розвитку персоналу. Основна проблема — розробка цільових кадрових програм.
- Активна кадрова політика. Це раціональна кадрова політика.

Другою підставою для формування кадрової політики є принципова орієнтація на власний персонал або на зовнішній персонал, ступінь відкритості стосовно зовнішнього середовища при формуванні кадрового складу.
- Відкрита кадрова політика характеризується тим, що організація прозора для потенційних співробітників на будь-якому рівні, організація готова прийняти на роботу будь-якого фахівця відповідної кваліфікації без врахування досвіду роботи в інших організаціях. Така кадрова політика може бути адекватна для нових організацій, що ведуть агресивну політику завоювання ринку, орієнтованих на швидкий ріст і стрімкий вихід на передові позиції у своїй галузі.
- Закрита кадрова політика характеризується тим, що організація орієнтується на включення нового персоналу тільки з нижчого посадового рівня, а заміщення відбувається тільки з числа співробітників організації. Така кадрова політика характерна для компаній, орієнтованих на створення певної корпоративної атмосфери, формування особливого духу причетності.

## Співвідношення понять «кадрова політика» і «управління персоналом»
Говорячи про кадрову політику, не можна ототожнювати її з управлінням персоналом. Поняття «управління персоналом» та «політика» самі по собі далеко не тотожні. «Управління» — термін набагато ширший, однією із складових якого є політика, в даному випадку кадрова політика.

## Основний зміст кадрової політики
- Забезпечення робочою силою високої якості, включаючи планування, відбір і наймання, вивільнення (вихід на пенсію, звільнення), аналіз плинності кадрів тощо;
- Розвиток працівників, профорієнтація і перепідготовка, проведення атестації та оцінки рівня кваліфікації, організація просування по службі;
- Вдосконалення організації та стимулювання праці, забезпечення техніки безпеки, соціальні виплати. Підрозділи управління персоналом активно беруть участь в переговорах з профспілками при укладанні колективних договорів, в розборі скарг, претензій, здійснюють контроль за трудовою дисципліною.

## Цілі кадрової політики
1. Безумовне виконання передбачених Конституцією прав і обов'язків громадян у трудовій області; дотримання всіма організаціями і окремими громадянами положень законів про працю та професійні спілки, КЗпП, типових правил внутрішнього розпорядку та інших документів, прийнятих вищими органами з цього питання;
2. Підпорядкованість всієї роботи з кадрами завданням безперебійного та якісного забезпечення основної господарської діяльності необхідним числом працівників необхідного професійно-кваліфікаційного складу;
3. Раціональне використання кадрового потенціалу, який є в розпорядженні підприємства, організації, об'єднання;
4. Формування та підтримку працездатних, дружних виробничих колективів, розробка принципів організації трудового процесу, розвиток внутрішньовиробничої демократії;
5. Розробка критеріїв і методики підбору, відбору, навчання та розстановки кваліфікованих кадрів;
6. Підготовки та підвищення кваліфікації решті частини працюючих;
7. Розробка теорії управління персоналом, принципів визначення соціального та економічного ефекту від заходів, що входять в цей комплекс.

## Головні принципи формування кадрової політики
- Науковість, використання всіх сучасних наукових розробок у цій галузі, які могли б забезпечити максимальний економічний і соціальний ефект;
- Комплексність, коли мають бути охоплені всі сфери кадрової діяльності;
- Системність, тобто облік взаємозалежності та взаємозв'язку окремих складових цієї роботи;
- Необхідність обліку як економічного, так і соціального ефекту, як позитивного, так і негативного впливу того чи іншого заходу на кінцевий результат;
- Ефективність: будь-які витрати на заходи в цій галузі мають винагороджуватися через результати господарської діяльності.

## Основні характеристики кадрової політики в компанії
1) Зв'язок зі стратегією.
2) Орієнтація на довгострокове планування.
3) Значущість ролі персоналу.
4) Філософія фірми відносно працівників.
5) Коло взаємопов'язаних функцій і процедур по роботі з персоналом.
Всі ці п'ять характеристик «ідеальної» кадрової політики навряд чи можна виявити в будь-якій конкретній фірмі.

### Етапи кадрової політики
Етап 1. Нормування.
Мета — узгодження принципів і цілей роботи з персоналом, з принципами та цілями організації в цілому, стратегією та етапом її розвитку. Необхідно провести аналіз корпоративної культури, стратегії і етапу розвитку організації, спрогнозувати можливі зміни, конкретизувати образ бажаного співробітника, шляхи його формування і цілі роботи з персоналом. Наприклад, доцільно описати вимоги до співробітника організації, принципи його існування в організації, можливості зростання, вимоги до розвитку певних здібностей і т. д.
Етап 2. Програмування.
Мета — розробка програм, шляхів досягнення цілей кадрової роботи, конкретизованих з урахуванням умов нинішніх та можливих змін ситуації. Необхідно побудувати систему процедур та заходів по досягненню цілей, свого роду кадрових технологій, закріплених у документах, формах, і обов'язково з урахуванням як нинішнього стану, так і можливостей змін. Істотний параметр, який впливає на розробку таких програм, — уявлення про прийнятні інструментах і способи впливу, їх узгодження з цінностями організації.
Етап 3. Моніторинг персоналу.
Мета — розробка процедур діагностики і прогнозування кадрової ситуації. Необхідно виділити індикатори стану кадрового потенціалу, розробити програму постійної діагностики і механізм вироблення конкретних заходів щодо розвитку і використання знань, умінь і навичок персоналу. Доцільні оцінка ефективності кадрових програм і розробка методики їх оцінки. Для підприємств, які проводять постійний моніторинг персоналу, безліч окремих програм кадрової роботи (оцінка та атестація, планування кар'єри, підтримання ефективного робочого клімату, планування тощо) включаються в єдину систему внутрішньо пов'язаних завдань, способів діагностики та впливу, способів прийняття та реалізації рішень. У такому випадку ми можемо говорити про існування кадрової політики як інструмент управління підприємством.

## Критерії оцінки кадрової політики
1. Кількісний та якісний склад персоналу. Кількісний склад організації для зручності аналізу звичайно поділяється на такі категорії: керівництво, менеджерське ланка і обслуга; на чоловіків і жінок, пенсіонерів та осіб які не досягли 18-річного віку; що працює і знаходиться у відпустках (наприклад по догляду за дитиною тощо), а також на працівників в центральному відділенні або філії тощо. Якісний склад у свою чергу організації звичайно поділяється на співробітників з вищою, середньою спеціальною, середньою та іншою освітою, а також до нього належать досвід роботи, підвищення кваліфікації співробітниками.
2. Рівень плинності кадрів — одне з найпоказовіших критеріїв кадрової політики підприємства. Звичайно, плинність кадрів можна розглядати і як позитивне явище, і як негативне. По-перше, розширюються можливості працівника, і збільшується його здатність до адаптації. По-друге, колектив підприємства «омолоджується», відбувається приплив нових людей, а, отже, нових ідей.
3. Гнучкість проведеної політики, оцінюється виходячи з її характеристик: стабільності чи динамічності. Кадрова політика має динамічно перебудовуватися під впливом мінливих умов та обставин.
4. Ступінь врахування зацікавленості працівника / виробництва і т. д. Ступінь врахування зацікавленості працівника розглядається в порівнянні зі ступенем врахування зацікавленості виробництва. Досліджується наявність або відсутність індивідуального підходу до працівників підприємства.